# Emil Kollbrunner
Emil Kollbrunner (* 2. Januar 1846 in Wetzikon; † 16. Juli 1918 in Zürich) war ein Schweizer Gymnasiallehrer, Rektor, Redakteur, Politiker und Staatsschreiber des Kantons Thurgau.

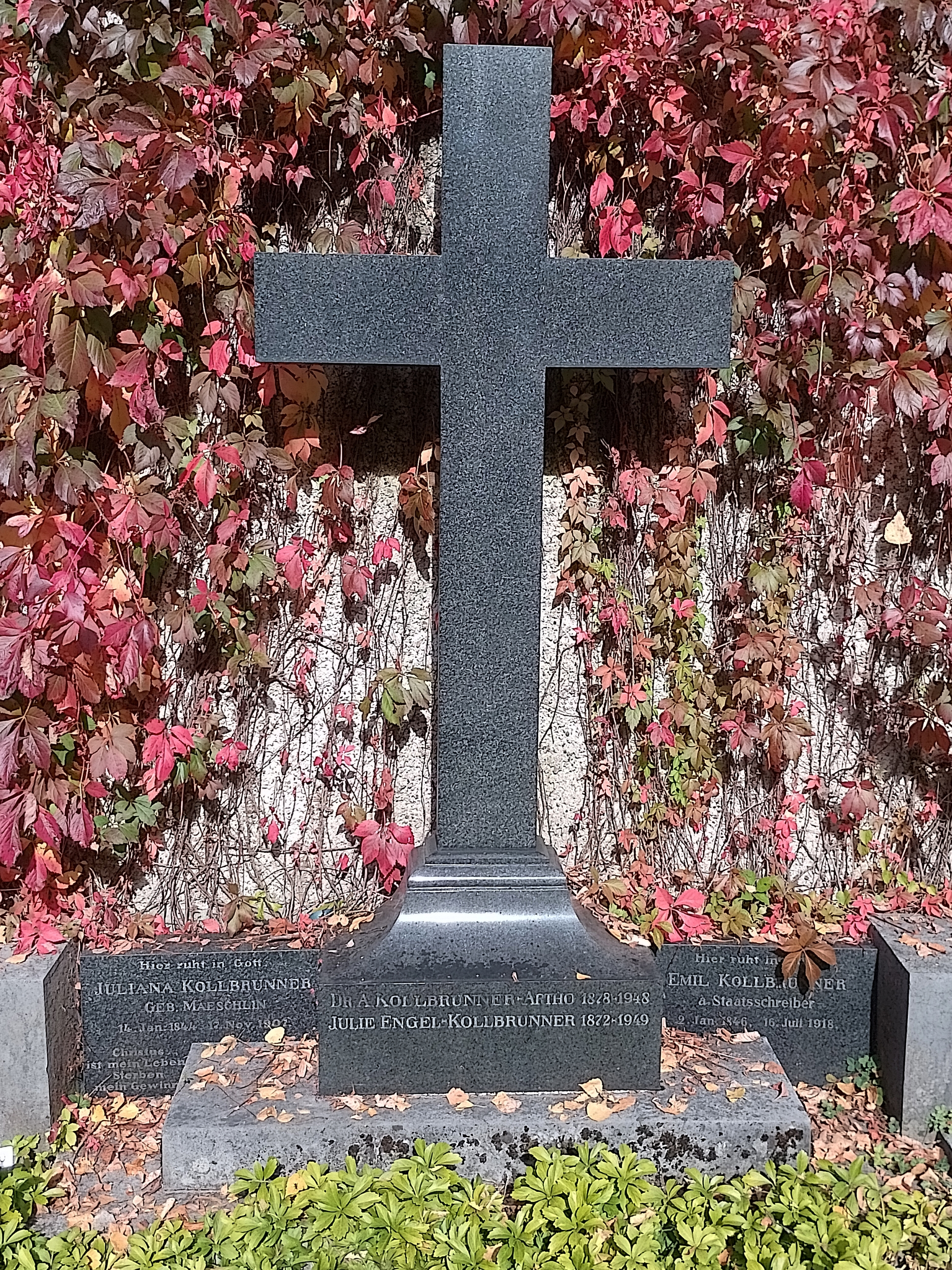
Grabstätte auf dem Friedhof Enzenbühl, Zürich

## Leben und Werk
Emil Kollbrunner war Lehrer und späterer Rektor der Bezirksschule in Zurzach. Von 1871 bis 1877 unterrichtete er Geografie und Handelsfächer an der Kantonsschule Frauenfeld. Von 1877 bis 1890 war er Staatsschreiber des Kantons Thurgau. Von 1891 bis 1893 war er Redakteur der Zürcher Post. Kollbrunner war Mitglied der Demokratischen Partei und ab 1895 des Grossen Stadtrats von Zürich.
Ab 1894 war er der Chef des Statistischen Büros des Kantons Zürich. Zudem war er Mitglied der Zürcher Bezirksschulpflege. Nach 1903 wirkte er als redaktioneller Mitarbeiter der NZZ und verfasste Artikel über geografische und botanische Themen.
Kollbrunner heiratete 1868 Juliane, geborene Maeschlin (1844–1907). Seine letzte Ruhestätte fand er auf dem Friedhof Enzenbühl in Zürich.